# Bryotestua
Bryotestua là một chi rêu trong họ Dicranaceae.